# 中古埃及語
中古埃及语是一种于公元前2000年至公元前1300年（在古代埃及语（Old Egyptian language）与後期埃及语（Late Egyptian language）之间），古埃及人使用的一种有代表性的语言。

## 歷史
尽管从公元前14世纪开始，中古埃及语演化成了新埃及语，中古埃及语仍然被用作文学上的标准语言，直到公元4世纪。因此，在历史上的的埃及学研究中，它是一种最受关注的经典埃及语变体。大多数写在纪念碑上的中古埃及语是象形文字，有时也使用草书变体和类似的僧侶體。由于后两者是远古埃及语的常用形式，它们也经常被（并不准确地）简单地看作象形文字。
中古埃及语的研究过程与阿道夫·厄曼和他的“柏林学院”有很大关系。厄曼在1894年出版了第一本中古埃及语语法书，比1927年爱兰·H·加丁格对纪念碑的研究更早。从20世纪中叶开始，埃及学家认为他们对中古埃及语的理解已经基本完成，并且把注意力集中在了古埃及语上，但是关于中古埃及语语法的争论又在1944年被汉斯·雅各布·波罗斯基和他的“标准理论”重新提起。